# Rosyjska Armia Prawosławna

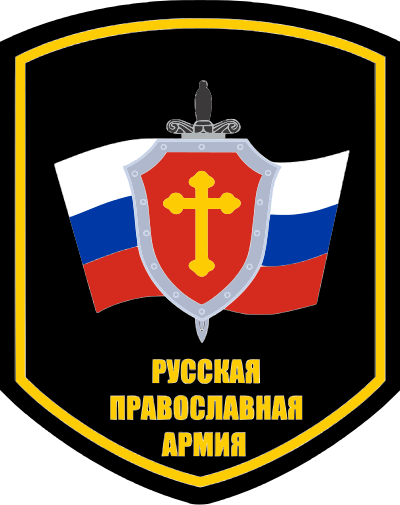
Emblemat Rosyjskiej Armii Prawosławnej

Rosyjska Armia Prawosławna (ros. Русская православная армия) – rosyjska grupa terrorystyczna, która brała udział w konflikcie zbrojnym w obwodzie donieckim i ługańskim na Ukrainie. Grupa została utworzona z różnych grup terrorystycznych opartych na neofaszystowskiej organizacji Rosyjska Jedność Narodowa, a także wielu innych prawicowych radykalnych i imperialnych organizacji rosyjskich w lutym 2014 roku. Siedziba znajdowała się w zajętym budynku SBU w Doniecku.

## Terror przeciwko ludności ukraińskiej
Bojownicy uznają za wrogów ludność nieprawosławną. 8 czerwca 2014 r., w dniu tzw. Pięćdziesiątnicy, włamali się oni do kościoła chrześcijan wiary ewangelickiej „Przemienienie” zaraz po nabożeństwie i aresztowali diakonów Wołodymyra Wełyczkę i Wiktora Bradarskiego, a także dwóch dorosłych synów starszego pastora – Reubena i Alberta Pawenków. 9 czerwca ujęci ewangelikanie zostali straceni po torturach.
12 kwietnia 2014 r. grupa uzbrojonych mężczyzn zajęła budynki administracyjne Słowiańska, w tym miasto w strefie wpływów samozwańczej DNR. Według Biura ds. Demokracji, Praw Człowieka i Pracy Departamentu Stanu USA od tego czasu odnotowano przypadki prześladowań protestanckich chrześcijan na tle religijnym.
Według dziennikarskiego śledztwa opublikowanego w maju 2014 r. grupa Rosyjskiej Armii Prawosławnej uznaje rosyjskiego dywersanta i terrorystę Igora Girkina, ps. „Striełkow” za niekwestionowanego przywódcę wojskowego sił prorosyjskich w Donbasie.